# Allieret flystyrt ved Ålvand
Det allierede flystyrt ved Ålvand fandt sted 29 – 30 august 1944. Det britiske Avro Lancaster bombefly PB202 faldt ned ved Ålvand i heden øst for Nørre Vorupør i Thy. Besætningen på syv mand omkom.

## Flyet
Royal Air Force-flyet tilhørte No. 582 Squadron No. 8 Group (Pathfinder Force) fra flyvestationen Little Staughton, 90 km nord for London.
I kraft af tilhørsforholdet til No. 8 Group var flyet en såkaldt stifinder som havde til opgave at afmærke bombemålene for de andre bombefly ved hjælp af fakler og blus.

## Beskrivelser fra lokalbefolkningen
Det er uklart hvilke bomber flyet bar på, men det ligger fast at flyet slap tre bomber på engen ved Koustrup Møllegaard i Sønderhå forud for styrtet i Førby. Bomberne, som muligvis har været lysbomber, udrettede materielle skader på bygninger omkring stedet. Samtidig opstod et vældigt lys der gjorde nat til dag for en kort bemærkning, efterfulgt af det store brag og de efterfølgende rystelser. Efter at lancasteren blev ramt har mandskabet haft god grund til at kaste bomberne, dels for at forhindre dem i at udrette skader på civile, men sikkert i særdeleshed for at forhindre at mandskabet skulle blive dræbt af bomberne hvis flyet skulle styrte ned.
På Koustrup Møllegaard i Sønderhå hvor bomberne blev droppet, blev karlene fra gården om sommeren sendt ud for at jævne kratere i engjorden, når der ikke var andet at lave.
Agnes Møller skriver i Bedstemors erindringer - en thybokvindes minder fra næsten hundrede år:
| „ | Det var mærkeligt at opleve. Vi kom i beskyttelsesrum. Jeg kom derned i en dyne, som de bandt om mig. Det var først om morgenen, vi kunne forstå hvor heldige vi var, at ikke selve gården blev ramt. Det var slemt nok. 90 vinduer var smadret. De to øverste vinduer i gavlen på stuehuset hang ned lige uden for hvor faster sov. Hun kom ned til os meget forskrækket. Kakkelovnen i spisestuen lå spredt ud over gulvet og lampen, som sad i en gipsring hang ned over bordet i dagligstuen med ring og det hele i en tynd tråd. Hele stuehuset havde fået en stor rystelse, så efterhånden faldt gipslofterne ned over det hele og de bånd, som teglstenene var hæftet med, hang enten og dinglede, eller var gået i stykker. Det fandt vi ud af efterhånden. Vi fik 1700 kroner i erstatning, men det forslog jo ingen steder, da skaderne blev ved med at komme frem. | “ |
|   | — Agnes Møller: Bedstemors erindringer. |   |

I Nørre Vorupør oplevede man et kæmpelys som lyste så stærkt at "man kunne se en tændstik i gruset".

## Baggrund
Den 29. august 1944 klokken 21:10 (22:10 dansk tid) lettede i alt 402 Royal Air Force-fly med kurs mod Stettin og Königsberg som skulle bombes. Ruten gik henover det nordlige Danmark, Sverige og ned over Nazi-Tyskland og samme vej tilbage igen.
Den herskende opfattelse har været at flyet blev ramt af luftværnsartilleri ved Lyngby i Thy på vej hjem til England efter at have fuldført sin mission. Men virkeligheden blev flyet formentlig under indflyvningen over Vestkysten ramt af en tysk natjager med radar ved Lodbjerg, hvor der skulle skiftes kurs fra nordøst til øst-sydøst mod Kullen i Sverige.
23 af de 402 fly gik tabt på dette bombetogt.
I Sønder Vorupør stod en radar af typen Wassermann-S (schwere Ausführung) på et 42 meter højt tårn, som kunne drejes 360 grader rundt og pejle fly i en afstand af 190 km. Radaren i Sønder Vorupør havde serienummeret S1 og var muligvis den første Wassermann-S der blev bygget. I Thyborøn havde en mindre Wassermann-M (mittlere Ausführung) pejlet de britiske fly om aftenen den 29. august 1944, og det samme havde en radar ved Hjardemål, hvilket ledte natjagerne på sporet af bombeflyene.

## Styrtet
Inden styrtet drejede Lancasteren af og fløj tæt hen over gården Udemark ved Førby Sø, to km øst for Nørre Vorupør. Lancasteren strejfede en klit før den ramte jorden. Det er en udbredt teori at mandskabet forsøgte at nødlande i den lille sø Ålvand. På stedet er der stadig fem huller i jorden efter de fire store motorer og skroget. Det er sandsynligt at flyet har drejet hen over Lyngby, hvorfra det også er blevet beskudt af tyskere. Lancasteren styrtede brændende ned ved Førby og knustes totalt. Hele besætningen blev dræbt.

## Det tyske fly
Det tyske fly var en Junkers Ju 88 natjager fløjet af Unteroffizier Bruno Rupp fra 3. Nachtjagdgeschwaders 4. eskadrille. Der var to andre om bord ved navn Eckert og Biell. Rupp angreb Lancasteren i 3600 meters højde. Lancasteren var Rupps 11. nedskydning under krigen. I alt nåede Rupp op på 16 bekræftede nedskydninger.

## Besætning og gravsted
De dræbte flyvere blev i første omgang af den tyske værnemagt begravet på heden på stedet. Tyske soldater satte et hvidt trækors på gravstedet med teksten: Hier ruhen 7 unbekannte anglo amerik. Flieger 29.8.1944.
Britiske myndigheder gravede ligene op, lagde dem i kister og flyttede dem til Vorupør kirkegård den 3. februar 1947.
I den samme grav på Vorupør Kirkegård ligger desuden en ukendt britisk soldat som blev nedgravet af værnemagten på stranden i Nørre Vorupør i efteråret 1944 efter at være drevet i land. Efter den tyske kapitulation blev briten den 14. juni 1945 flyttet til Vorupør Kirkegård. Borgere i Vorupør stod for genbegravelsen.
Besætningen bestod af tre englændere, to canadiere, en nordirer og en australier:
- 40046 Squadron Leader Allan L. Farrington, pilot, 29 år gammel – Royal Air Force (australier)
- J9481 Flight Lieutenant Alfred C. Strout, førstenavigatør, alder ukendt – Royal Canadian Air Force
- J13758 Flight Lieutenant Lorne V. Tynedale, andennavigatør, alder ukendt, Royal Canadian Air Force
- 56185 Pilot Officer Henry Silverwood, radiotelegrafist/skytte, 24 år gammel – Royal Air Force (DFM – Distinguished Flying Medal)
- 1576847 Flight Sergeant Douglas E. J. Stevens, rygskytte, 20 år gammel – Royal Air Force
- 169048 Flying Officer Charles F. Stewart, agterskytte, 22 år gammel – Royal Air Force (DFM – Distinguished Flying Medal)
- 53275 Flying Officer George R. Bradley, flymaskinist, alder ukendt – Royal Air Force (DFM – Distinguished Flying Medal)